# Fekete mirigygomba
A fekete mirigygomba (Exidia glandulosa) a fülgombafélék családjába tartozó, Európa és Észak-Amerika erdeiben honos, elhalt fák kérgén élő, nem ehető gombafaj.

## Megjelenése
A fekete mirigygomba termőteste faágakon található, 1-4 cm széles, csésze vagy tányér alakú, szabálytalan képlet. Alja felé elkeskenyedik, széle az aljzattól eláll. A termőtestek egyedül vagy kis csoportokban nőnek, néha nagyobb, agyvelőszerű tömegbe olvadnak össze. Felülete fényes vagy matt, színe közép- sötétbarna, fekete. Íze, szaga nem jellegzetes. 
A termőréteg a felső oldalon található, amely kezdetben sima, később barázdált, redős, kissé szemcsés.
Alsó oldala szemcsés, nemezes, borostás.
Spórapora fehér. Spórája kolbász alakú, sima felületű, mérete 12-14 x 4,5-5 µm.

### Hasonló fajok
Nagyon hasonlít hozzá a kormos mirigygomba, amelyen nem lehet alsó és felső oldalt elkülöníteni. Összetéveszthető még a kocsonyás koronggombával is. 

## Elterjedése és termőhelye
Európában és Észak-Amerikában honos. Magyarországon ritka. 
Elhalt lombos fák kérges ágain, elsősorban tölgyön, ritkábban mogyorón vagy bükkön él. Januártól decemberig megtalálható.

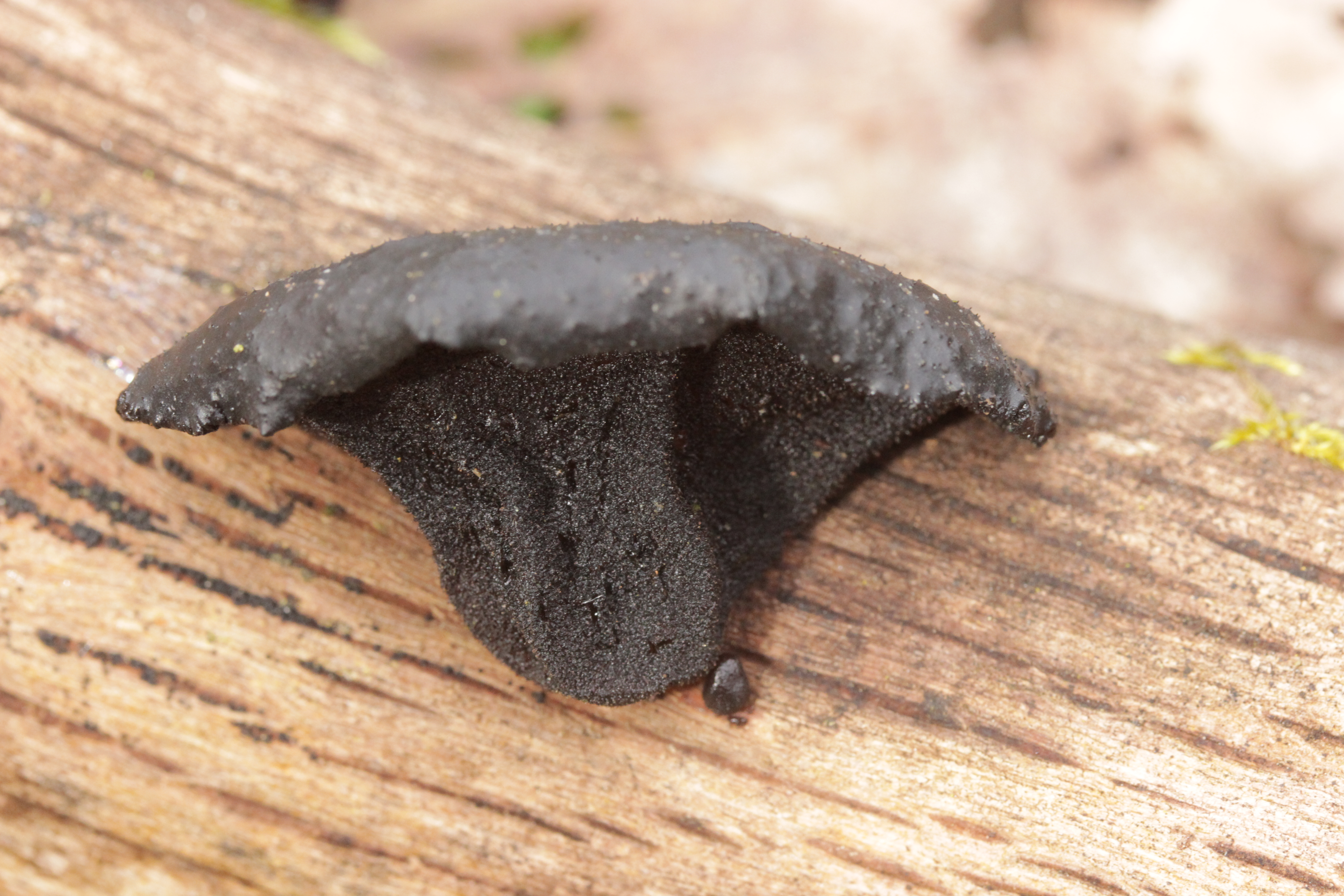
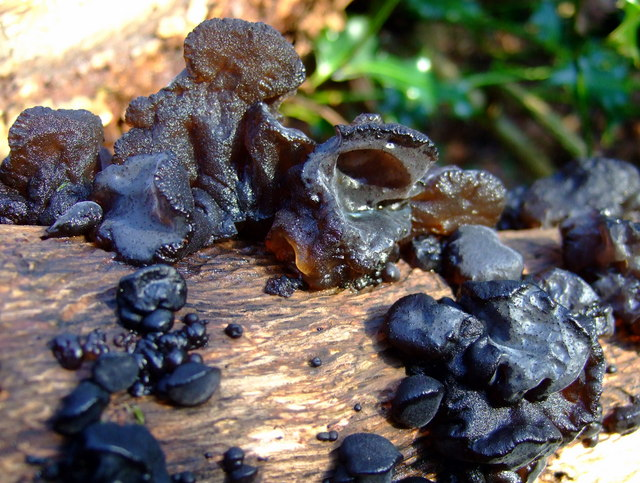
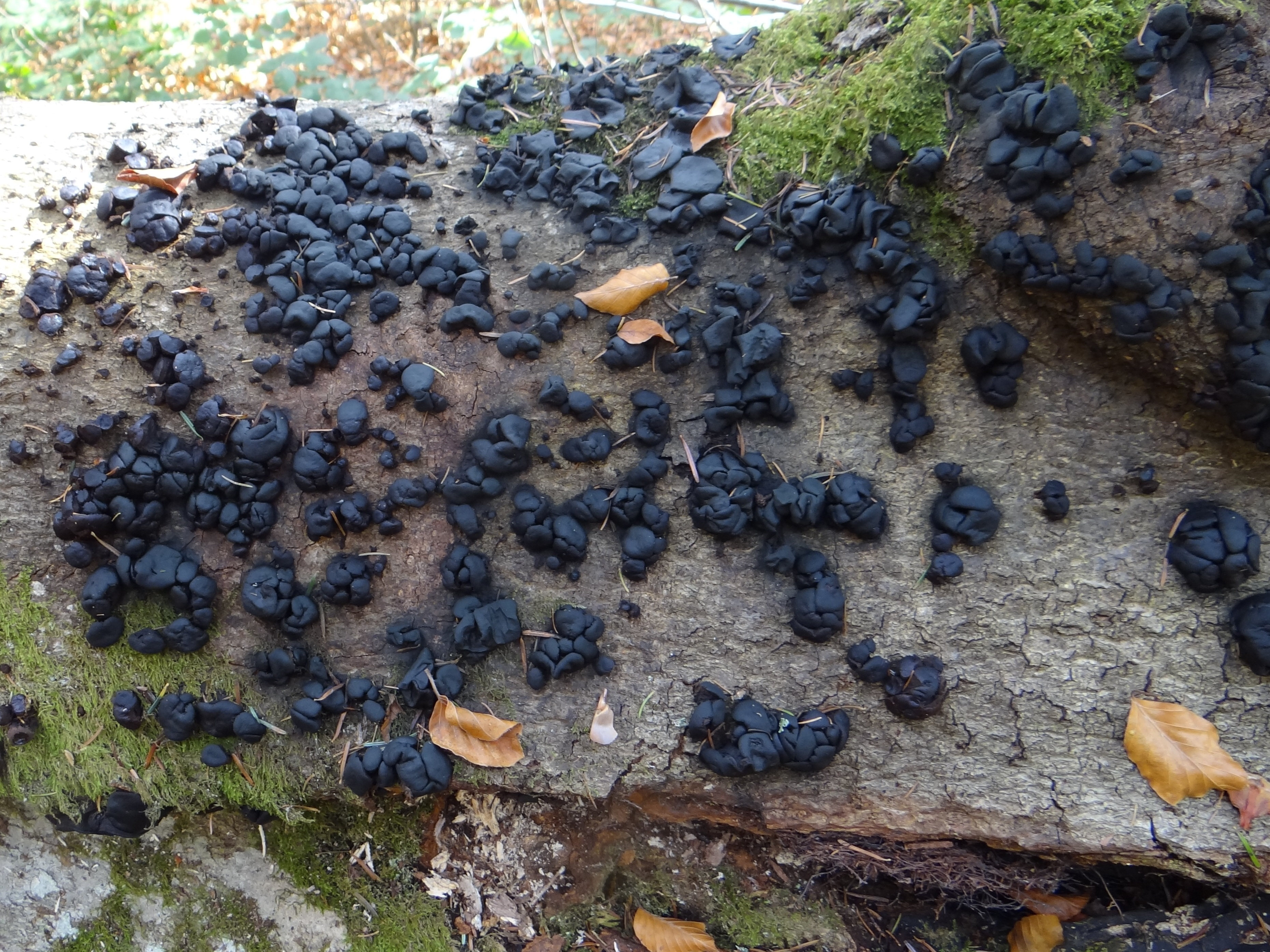
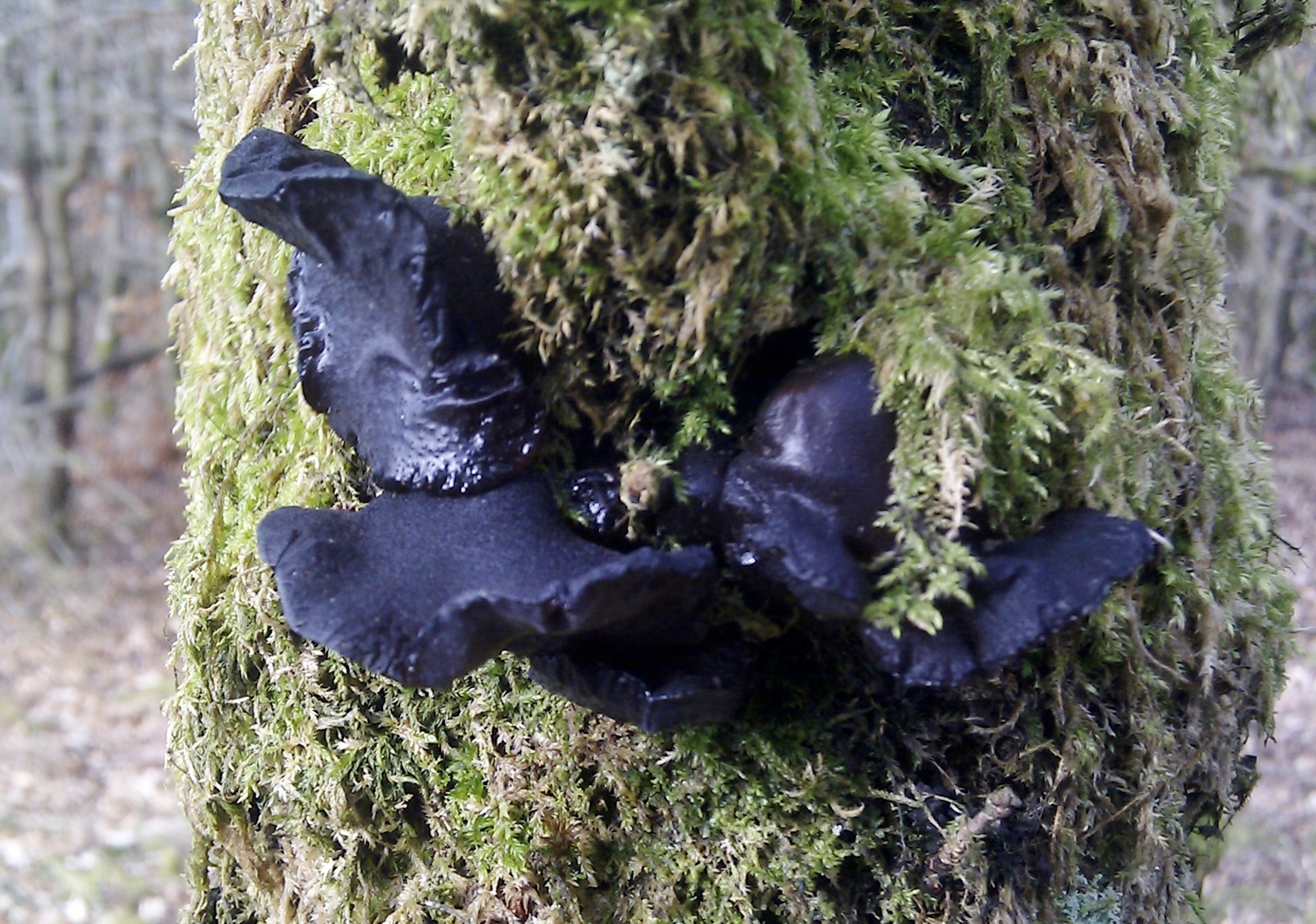
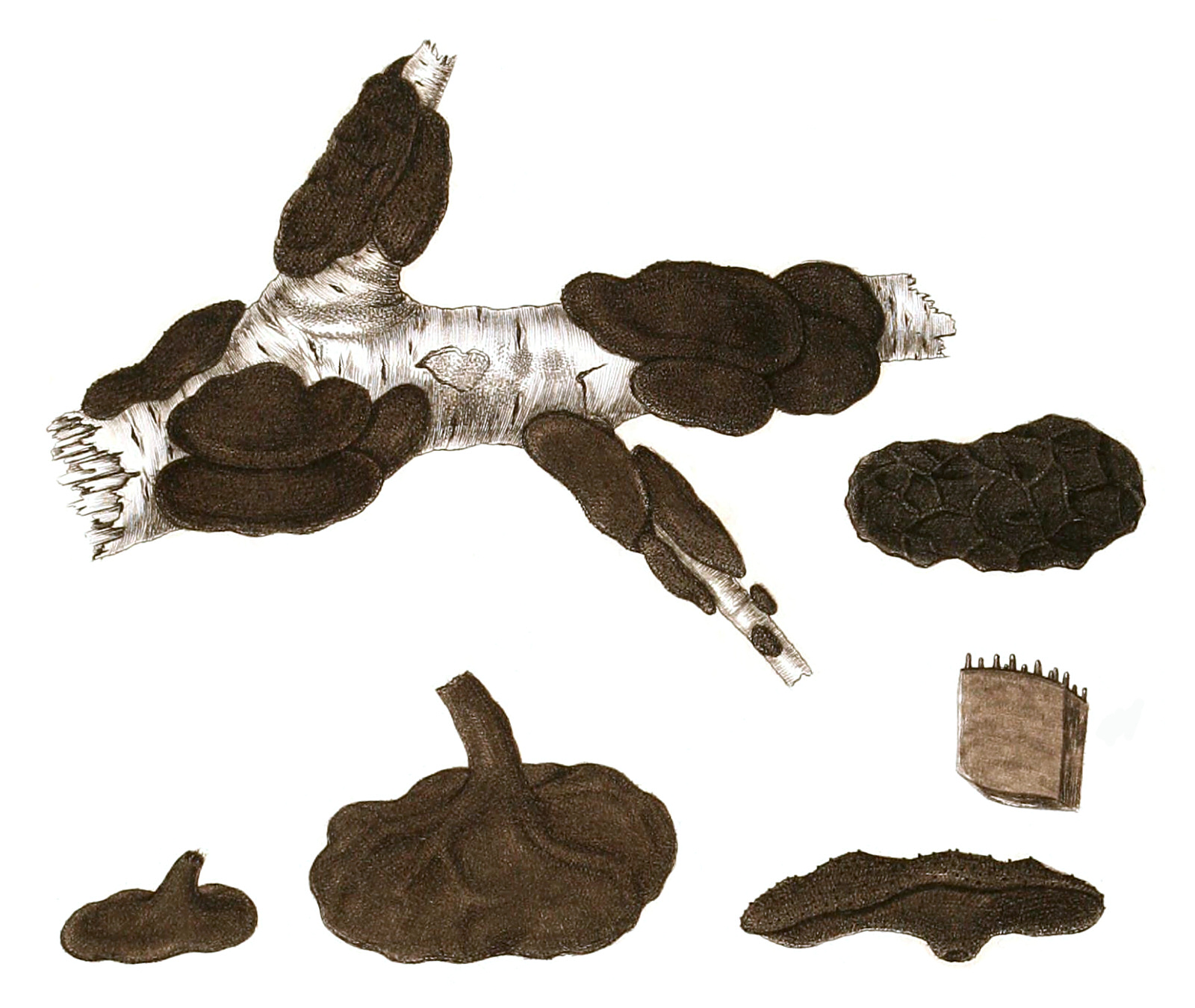

Nem ehető.    